# 尖東碼頭

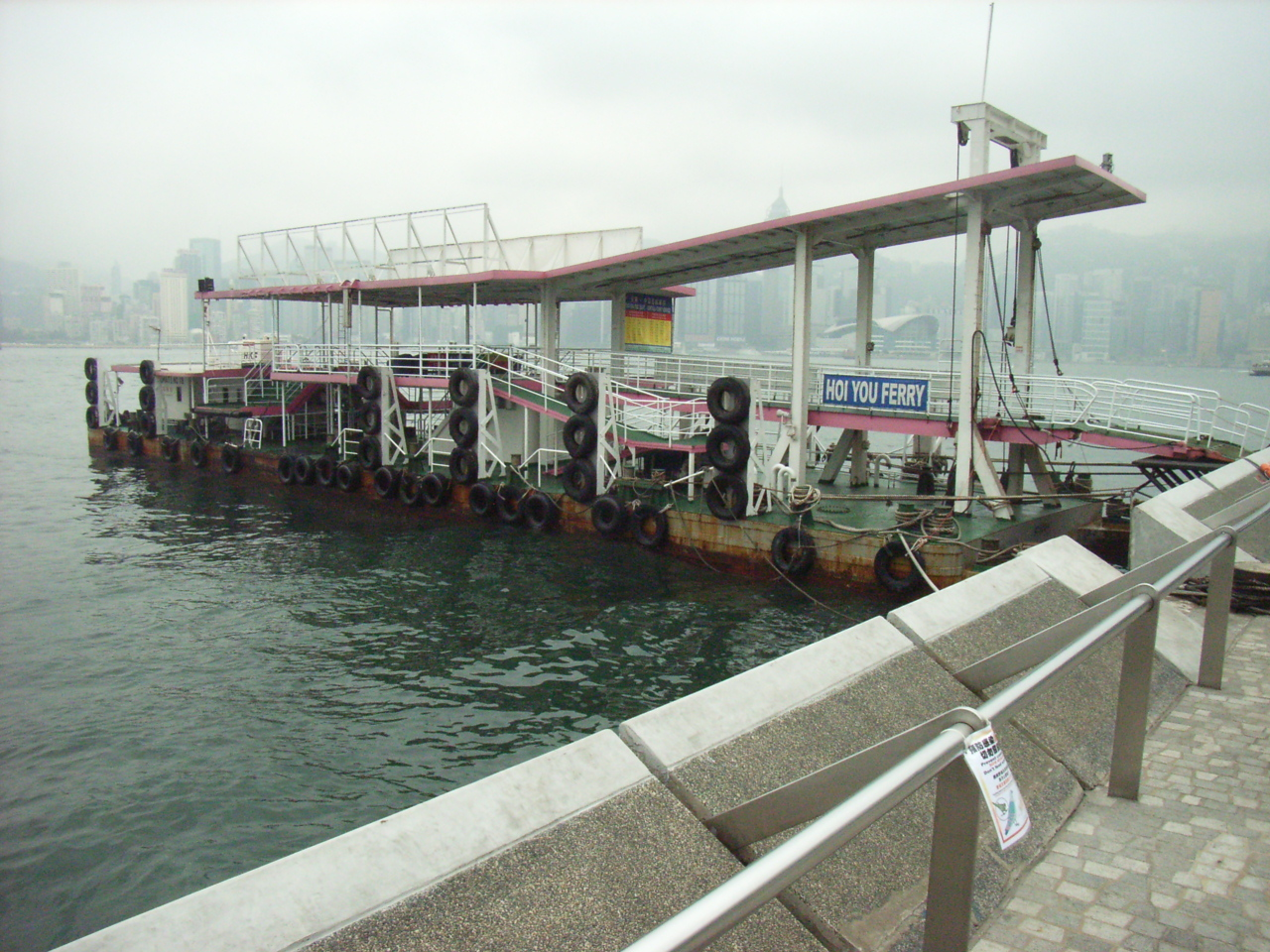
尖沙咀東的躉船碼頭

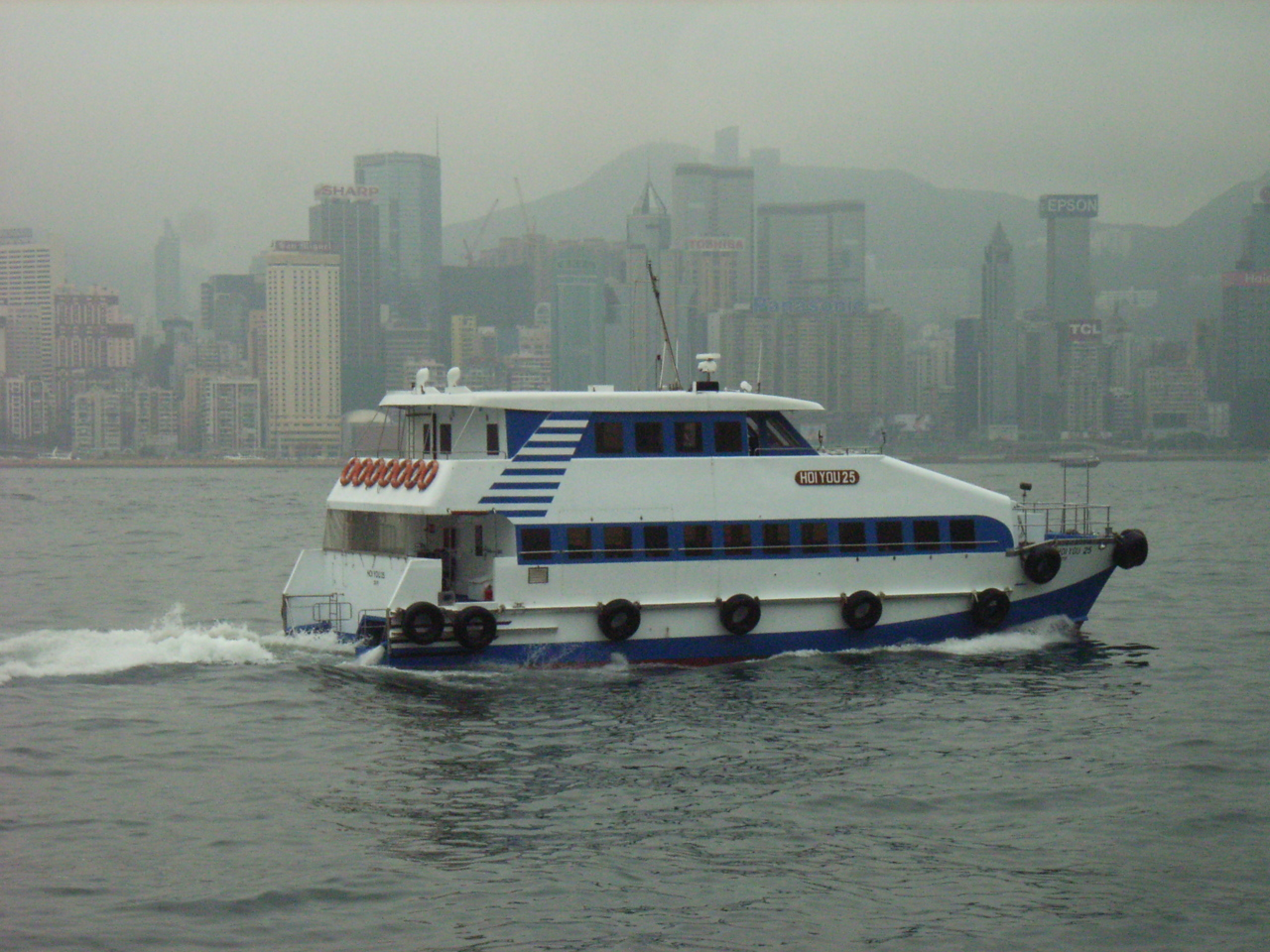
飛翔船

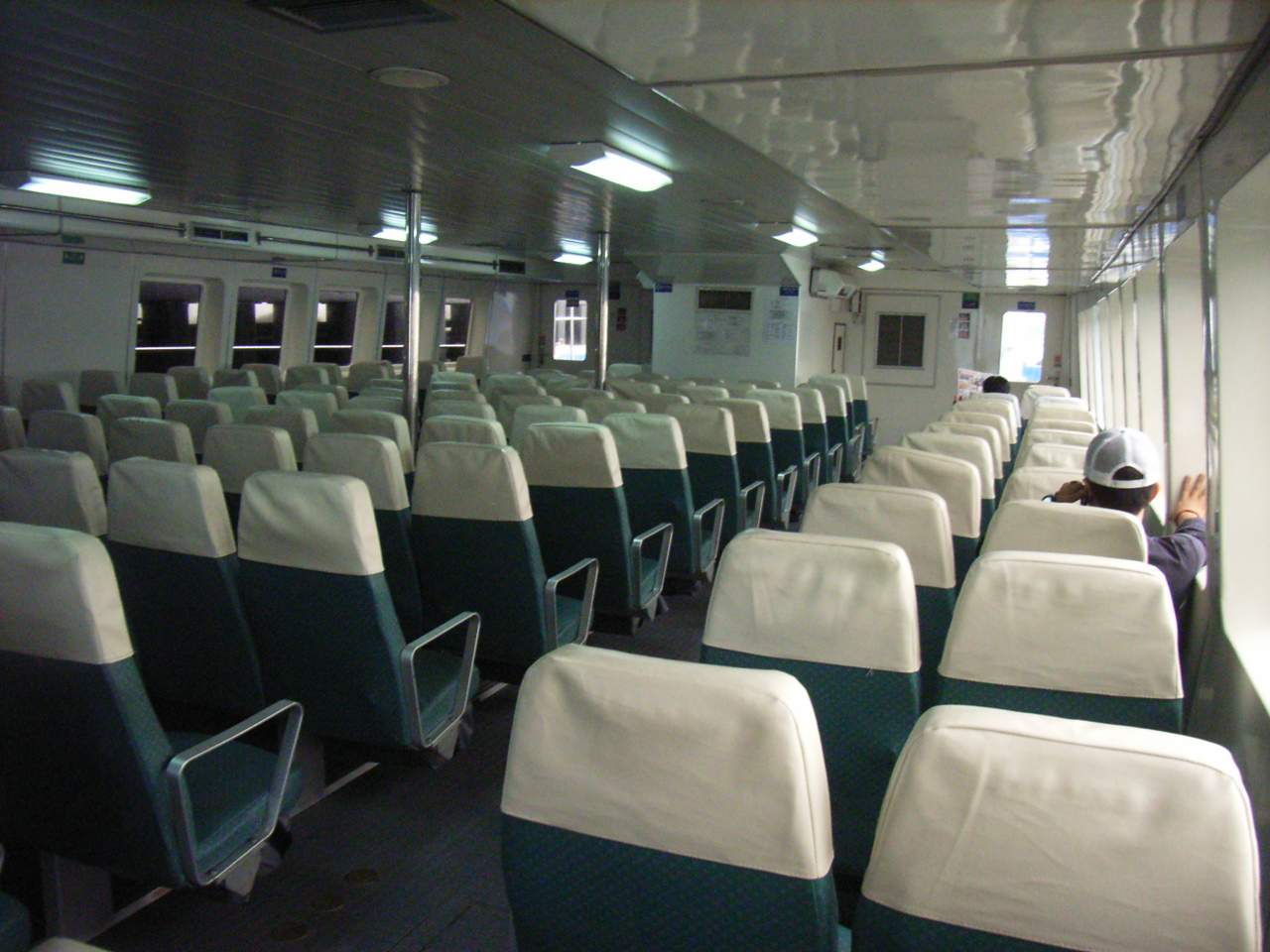
船倉有兩層

尖東碼頭，全稱尖沙咀東浮臺渡輪碼頭，是昔日香港的一座躉船碼頭，位於香港尖沙咀東梳士巴利道海旁。早期碼頭設於近九龍香格里拉酒店海旁，後期於2000年7月22日向東遷移至近海景嘉福酒店海旁。
由於海祐小輪停辦往返中環航線及運輸署重新招標不果，所以該航線於2008年1月1日起停航，而躉船碼頭亦已經被移走。

## 曾經開辦航線
- 油麻地小輪
  - （?-1987年）曾經來往北角碼頭
  - （1986年-1999年3月31日）曾經來往卜公碼頭（已拆卸）及大會堂碼頭（已拆卸）
  - 曾經每晚有洋紫荊-維港遊之船隻於8:00和10:00為食客停泊5-10分鐘。
- 愉景灣航運（1999年4月1日 - 2005年12月31日）
  - 愉景灣航運於1999年開始經營往返中環的渡輪航線，但由於由於乘客量未如理想，愉景灣航運於2006年1月1日牌照屆滿後放棄該航線的經營權，有關航線於2006年一度停航。[2] [3]
- 海祐小輪（2006年3月19日 - 2007年12月31日）
  - 曾經來往愛丁堡廣場渡輪靠泊處（已拆卸）及中環碼頭8號碼頭之東面泊位。[4] 海祐小輪於2006年開始經營往返中環的渡輪航線，但由於由於乘客量未如理想、柴油價格飆升及運輸署大幅增加中環8號碼頭之東面泊位租金，海祐小輪於2007年12月31日結束航線。[5]

## 鄰近
- 梳士巴利道行車天橋
- 香港消防處總部大樓
- 尖東消防局
- 科學館道
- 科學館廣場
- 千禧新世界香港酒店
- 尖沙咀海濱花園
- 九龍香格里拉大酒店